# Großosida

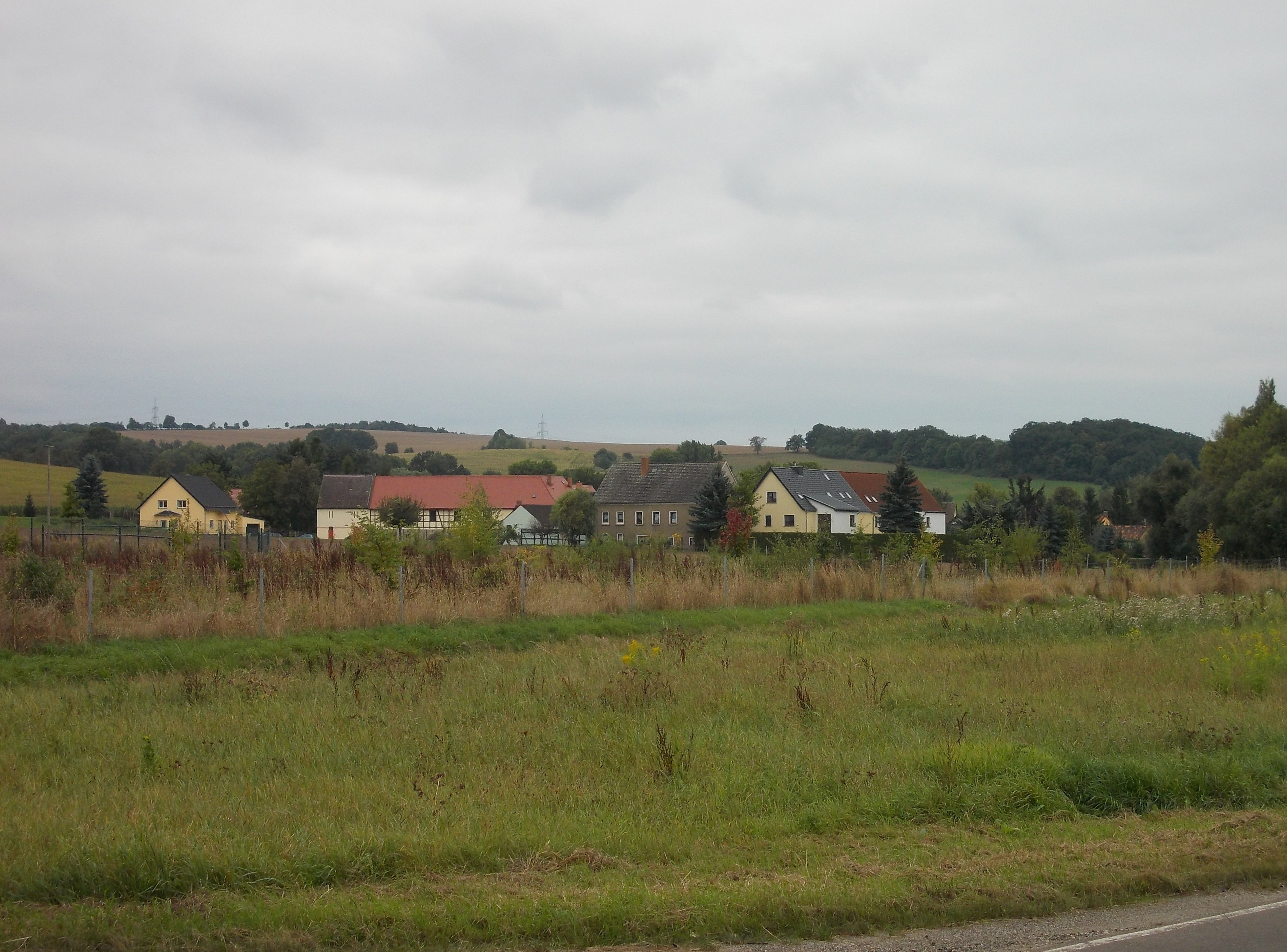
Großosida von Nordosten

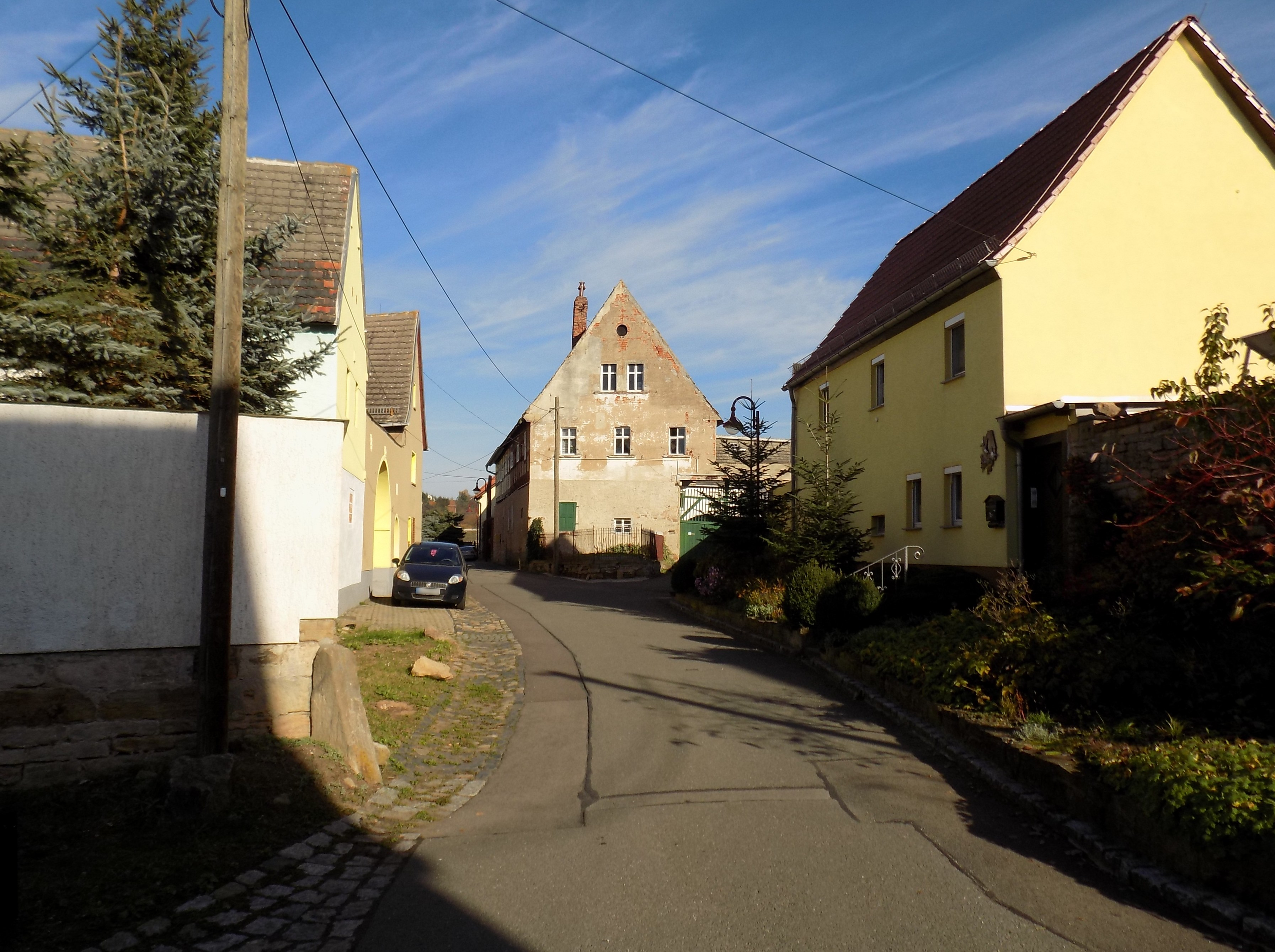
Die Schmale Straße im Ortskern

Großosida ist ein Ortsteil der Gemeinde Gutenborn und liegt im Burgenlandkreis in Sachsen-Anhalt. Das Dorf liegt ca. einen Kilometer südwestlich von Zeitz an der Weißen Elster.

## Geografie
Am Wehr Großosida zweigt der Zeitzer Mühlgraben von der Weißen Elster ab. Östlich von Großosida verläuft die Bundesstraße 2. Westlich des Ortes verläuft die Bahnstrecke Leipzig–Probstzella.

## Geschichte
Erstmals findet sich Großosida unter der Bezeichnung Ozedo in einer Zeitzer Urkunde aus dem Jahre 1147. Ozedo kommt aus dem Slawischen und heißt so viel wie Ochsenweide. Am 1. Juli 1950 wurde Großosida nach Bergisdorf eingemeindet.
Im Jahr 2012 schlossen sich die Einwohner des Ortes zusammen und gründeten einen Heimatverein.

### Einwohnerentwicklung
- 1910: 190
- 1933: 158
- 1939: 137
- 2007: 098